# 白叶莓
白叶莓（学名：Rubus innominatus）为蔷薇科悬钩子属的植物，是中国的特有植物。分布在中国大陆的甘肃、河南、浙江、安徽、广东、江西、广西、湖北、四川、贵州、云南、福建、陕西等地，生长于海拔400米至2,500米的地区，多生在山坡疏林中、灌丛中及山谷河旁，目前尚未由人工引种栽培。

## 别名
白叶悬钩子　（秦岭植物志）　刺泡（陕西）

## 异名
- Rubus innominatus S. Moore var. aralioides (Hance) Yu et Lu
- Rubus innominatus S. Moore var. kuntzeanus (Hemsl.) Bailey
- Rubus innominatus S. Moore var. macrosepalus Metc.
- Rubus innominatus S. Moore var. quinatus Bailey.